# Ferrari F8 Spider

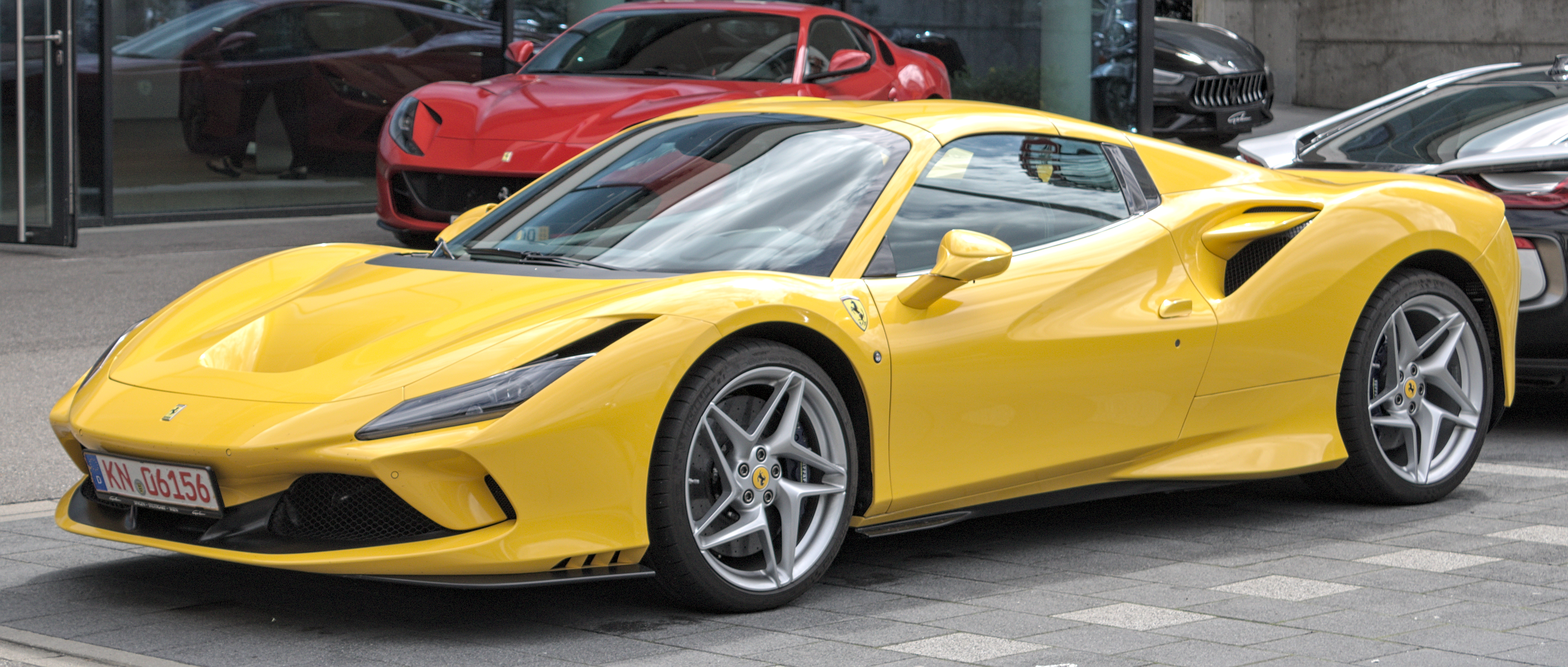
Ferrari F8 Spider

De Ferrari F8 Spider is de opvolger van de Ferrari 488. De 3,9-liter V8 met turbo's zit achterin de voorstoelen en levert 720 pk en 770 Nm koppel. De auto heeft een lange bloedlijn van Ferrari's met achtcilinder midscheeps geplaatste motor.
De F8 Spider is een open variant van de F8 Tributo met een opvouwbare hardtop. De topsnelheid kan bereikt worden na 14 seconden.
De aandrijflijn van de Spider wordt gedeeld met de Tributo. Prestatiecijfers omvatten acceleratie van 0-100 km/h in 2,9 seconden en van 0-200 km/h in 8,2 seconden. De topsnelheid is ongewijzigd ten opzichte van de coupé met 340 km/h. Het drooggewicht van de Spider is 1.400 kg. De bagageruimte biedt ruimte voor 200 liter bagageruimte.